# Grabow (Elde)
Grabow is een stad in de Duitse deelstaat Mecklenburg-Voor-Pommeren, en maakt deel uit van de Landkreis Ludwigslust-Parchim.
Grabow telt 5.559 inwoners.

## Indeling gemeente
De gemeente bestaat uit de volgende Ortsteile:
- Bochin, sinds 1-1-2016[2]
- Fresenbrügge, sinds 1-7-1950
- de stad Grabow
- Heidehof
- Steesow, sinds 1-1-2016[2]
- Wanzlitz, sinds 1-7-1950
- Winkelmoor
- Zuggelrade, sinds 1-1-2016[2]

## Partnersteden
- Borken, in de Duitse deelstaat Noordrijn-Westfalen, in de Kreis Borken.

- Albertslund, in de Deense regio Hoofdstad (Hovedstaden).

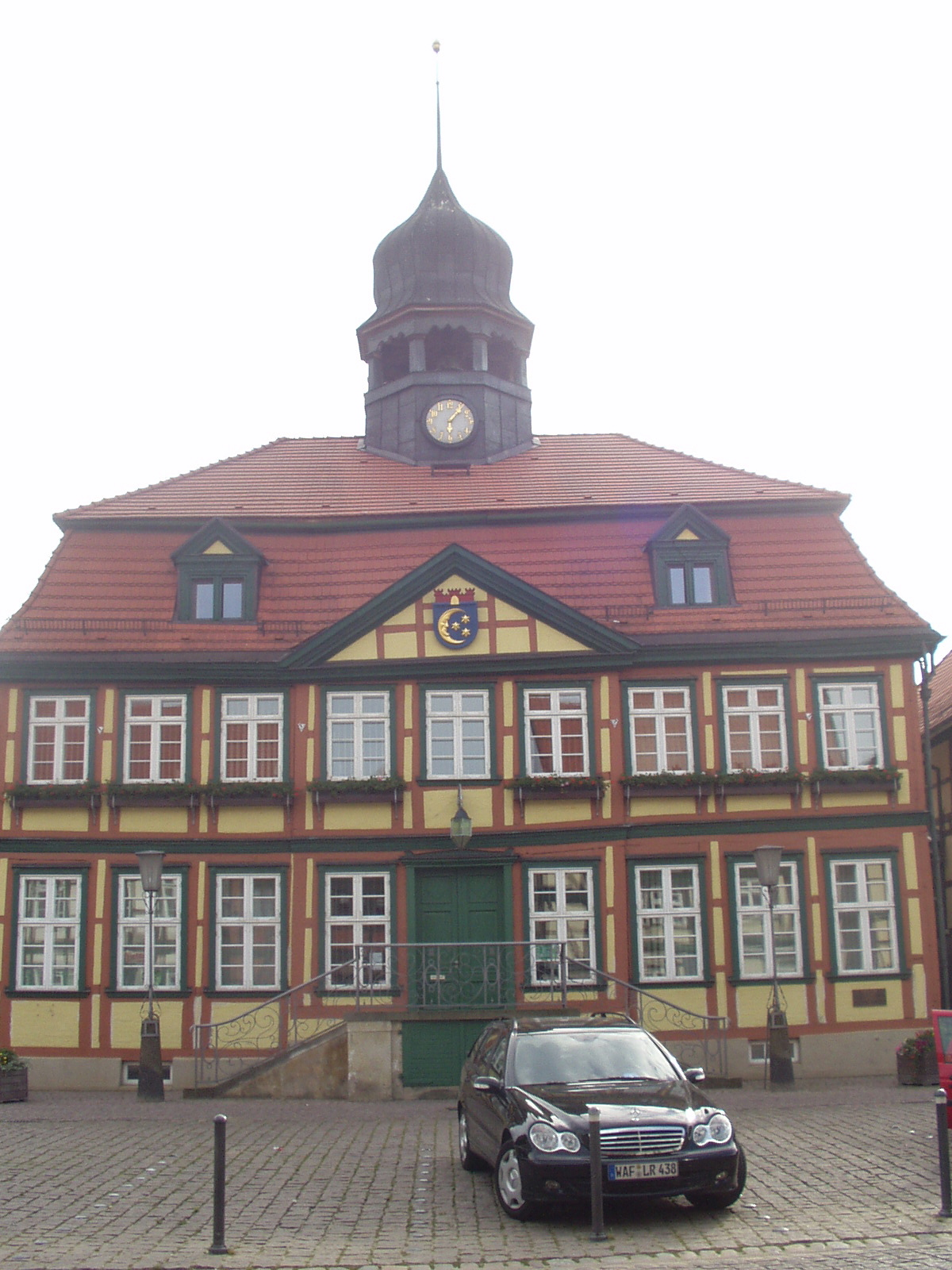
Het stadhuis van Grabow.

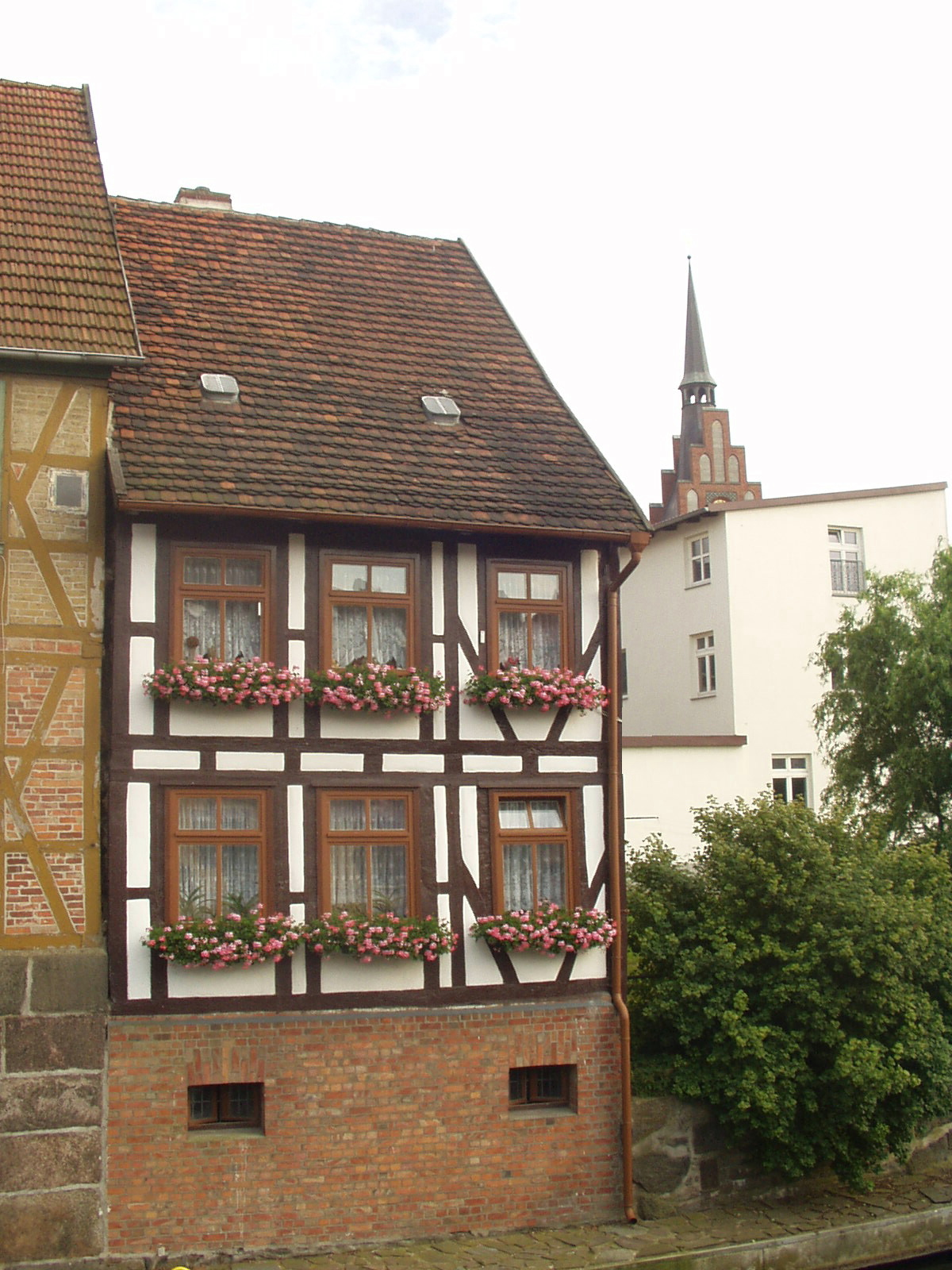
Stadsgezicht.